# Mycoplasma equirhinis
Mycoplasma equirhinis è una specie di batterio appartenente alla famiglia delle Mycoplasmataceae.